# Tony Moran
Anthony Moran né le 14 août 1957 à Burbank en Californie est un acteur de cinéma et de télévision américain.
Il est notamment connu pour être le visage de Michael Myers dans le film d'horreur la Nuit des Masques, sorti en 1978 et film initial de la saga de films d'horreur Halloween. Depuis, il a continué à faire des apparitions dans des séries télévisées La famille des collines et CHiPs. Il est le frère aîné de l'actrice Erin Moran de la renommée Happy Days, et l'acteur John Moran.

## Carrière
Moran est connu pour agir dans le premier film de la série La Nuit des masques. Il a joué Michael Myers dans les dernières scènes du film, et a été payé une modique somme de 250 dollars pour ce travail. Il a également joué le même personnage dans les scènes d'ouverture de la suite de la Nuit des Masques, Halloween 2. Il a également participé à certaines séries TV jouant des rôles mineurs et primaires.

### Halloween
Tony Moran était un acteur en difficulté et avait fait peu de choses avant d'obtenir le rôle de Michael Myers dans Halloween. À l'époque il avait un emploi sur le Hollywood and Vine, costumé en Frankenstein. Moran avait le même agent que sa sœur, Erin, qui a joué Joanie Cunningham dans la série télévisée Happy Days. 
Il habitait chez un ami et dormait sur son divan. 
Lorsque Moran est allé passer une audition pour le rôle de Michael Myers en 1978, il a obtenu une interview du réalisateur John Carpenter et producteur Irwin Yablans, il a ensuite reçu un appel lui disant qu'il avait obtenu le rôle.
Moran a été payé 250 $ pour sa brève apparition dans Halloween et a décidé de ne pas revenir dans la suite. Il a quand même été payé pour son apparition au début du film Halloween II, dans une scène qui rappelle les événements du premier film.[réf. souhaitée]

## Filmographie

### Cinéma
- 1978 : La Nuit des masques (Halloween) : Michael Myers à 23 ans
- 2008 : The Lucky Break (Court-métrage) : Mark Ashby
- 2011 : Emerging Past : L'aveugle
- 2011 : Beg : Jack Fox
- 2015 : The Ungovernable Force : Don Ruggero Corbucci
- 2016 : Provoked : Doug
- 2017 : The Emerging Past Director's Cut : Le prophète
- 2017 : The Streets Run Red : Pike
- 2018 : Autistic America : Le père de Ian
- 2018 : A Beautiful Place (Court-métrage) : Danny Gulfman
- 2019 : Clown Motel: Spirits Arise : Frank
- 2019 : Slayer: The Repentless Killogy : Un prisonnier
- 2019 : Aspie Fiction (Court-métrage) : Le père de Ian
- 2020 : Dead Bounty : Bosk
- 2021 : Autism Stories (Court-métrage) : Le père de Ian

### Télévision
- 1978 : James at 15 (Série TV) : Tom
- 1979 : La Famille des collines (The Waltons) (Série TV) : Tinker
- 1979 : California Fever (Série TV) : Brian
- 1981 : Chips (Série TV) : Anderson
- 2011 : Green Manor (Série TV) : Beans